# Kevin Oris
Kevin Oris (sinh ngày 6 tháng 12 năm 1984) là một cầu thủ bóng đá người Bỉ.

## Sự nghiệp câu lạc bộ
Kevin Oris đã từng chơi cho Kyoto Sanga FC.